# Xocotl
Xocotl era il dio azteco del fuoco e delle stelle.

## Culto
Xocotl aveva per la popolazione Otomi, e successivamente anche per Nahuatl e Aztechi, un'accezione negativa, quasi fosse una divinità diabolica.
In suo onore, era celebrata in agosto la "Grande festa del Morto" (Xocotl vetzi), in cui dei prigionieri venivano arsi vivi in sacrificio al dio.